# Blai Corona
Blai Corona est une corona, formation géologique en forme de couronne, située sur la planète Vénus par -0,4° S et 134,5° E. Elle est localisée dans le quadrangle de Thetis Regio. Elle a été nommée en référence à Blai, déesse celtique de la fertilité. 

## Géographie et géologie
Blai Corona couvre une surface circulaire d'environ 125 km de diamètre. 